# Insurrection de 1864
L'insurrection de 1864 en Tunisie oppose la majeure partie de la population tunisienne au pouvoir beylical. Elle a pour origine le doublement des impôts payés par chaque habitant — la mejba. Après avoir fait trembler le pouvoir en place, elle est férocement réprimée par l'armée beylicale tunisienne. Les exactions et les confiscations des forces de répression aggravent la situation économique du pays qui n'a d'autre choix que de recourir aux emprunts des banques étrangères, ce qui entraîne la faillite et la mise sous tutelle européenne des finances tunisiennes.

## Contexte

### Constitution de 1861
À partir de 1861, la Tunisie vit sous le régime de la monarchie constitutionnelle. Il y a maintenant trois pouvoirs, le pouvoir exécutif exercé par le bey et ses ministres, le pouvoir judiciaire revenant aux différents tribunaux civils et le pouvoir législatif exercé par un Conseil suprême de soixante membres choisis parmi les ministres, les hauts fonctionnaires et les notables. Toutefois, cette réforme importante imposée par le pouvoir beylical n'est pas comprise par la population tunisienne. On lui reproche d'éloigner le peuple du souverain par la création de tribunaux alors que, jusque-là, la justice était rendue directement par le bey. On y voit également l'influence des puissances européennes à qui le droit de propriété dans la régence est maintenant reconnu. Les nombreuses concessions accordées aux entreprises françaises (constructions de lignes télégraphiques, rénovation de l'aqueduc de Zaghouan) en apportent la preuve visible. Enfin, on rapproche cette évolution politique de l'instauration de la conscription en 1860, qui a rendu le service militaire obligatoire pour une durée de huit ans. Les conscrits sont tirés au sort avec possibilité de rachat, ce qui explique pourquoi seuls les plus pauvres du pays se retrouvent enrôlés.
La présidence du Conseil suprême est confiée à Kheireddine Pacha qui démissionne dès novembre 1862, découragé par l'obstruction systématique opposée à ses tentatives de réformes : « Je remplis les fonctions de président, m'étant aperçu que le bey et surtout son tout puissant ministre Mustapha Khaznadar, ne se prêtaient à ces réformes que pour légitimer leurs méfaits, sous le couvert des décisions émanant de ce Conseil. Je tâchai d'abord par tous les moyens, de les amener dans la voie de la loyauté et de la franchise, pour le bien du pays. Mes efforts n'ayant aucun résultat et ne voulant pas, par ma présence aux affaires, contribuer à la mystification de ma patrie d'adoption que l'on traînait impitoyablement à sa ruine, je donnai ma démission ».

### Endettement du pays

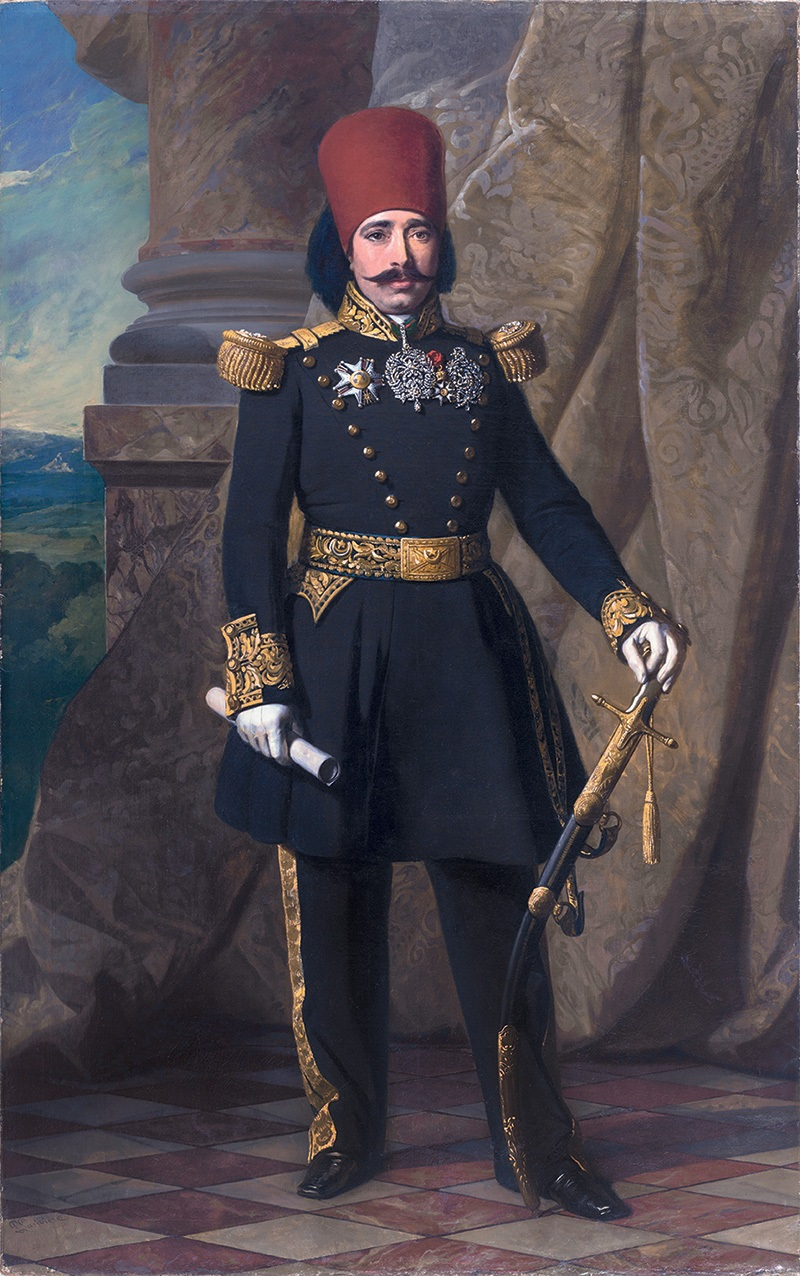
Portrait du grand vizir Mustapha Khaznadar.

Le pays est alors fortement endetté. Jusqu'à la promulgation de la Constitution, le grand vizir Khaznadar n'avait fait appel qu'à des créanciers locaux. Mais la création de toutes ces nouvelles charges administratives coûte cher et les caisses sont vides. Les fonctionnaires ne sont plus payés et les fournisseurs sont réglés en teskérés, billets à valoir sur les prochaines récoltes. Les rentrées d'argent servent à régler les intérêts exorbitants des emprunts réalisés auprès de Nessim Samama, receveur général des finances de la régence.
Pour remplir les caisses du gouvernement, un accord est trouvé en mai 1863 entre Khaznadar et la banque parisienne Erlanger pour réaliser un emprunt de 35 millions de francs amortissable en quinze ans et demi, à raison d'annuités se montant à 4 200 000 francs, soit sept millions de piastres, garantis par l'impôt par tête, la mejba.

### Mejba
Instaurée en 1856, la mejba est un impôt de capitation dont la valeur s'élève à 36 piastres par an et qui est dû par tous les sujets de sexe masculin ayant atteint l'âge de la puberté. 
« Quand on sait que le journalier agricole touchait quotidiennement 0,80 piastres, la mejba représentait donc 45 jours de travail d'un ouvrier dans le cas, bien entendu, où ce dernier pouvait trouvait de l'embauche durant toute l'année […] La mejba fut désormais l'impôt qui procurait au trésor les recettes les plus importantes : 9 700 000 piastres, sur un budget total de 22 950 000, au milieu du XIXe siècle. »
Afin d'éviter l'opposition des membres les plus influents du pays, qui pourraient protester contre le principe de capitation qui est interdit par le Coran, les habitants des cinq plus grandes villes de Tunisie — Tunis, Sfax, Sousse, Monastir et Kairouan — sont exemptés. D'autres exemptions sont prévues pour les fonctionnaires du bey, les dignitaires religieux, les étudiants et les soldats. Malgré cela, la mejba devient vite la plus grosse source de revenus du pouvoir. En 1861, elle représente ainsi 42 % des rentrées fiscales.
Pour récupérer le produit de cet impôt, deux fois par an, une colonne militaire appelée mhalla, est mise sur pied. Menée par le prince héritier, le bey du camp, elle sillonne le nord du pays en été et le sud en hiver. Son rôle est de dissuader les tribus de la tentation d'échapper aux taxes que les cheikhs et les caïds sont chargés de prélever.

## Cause de la révolte

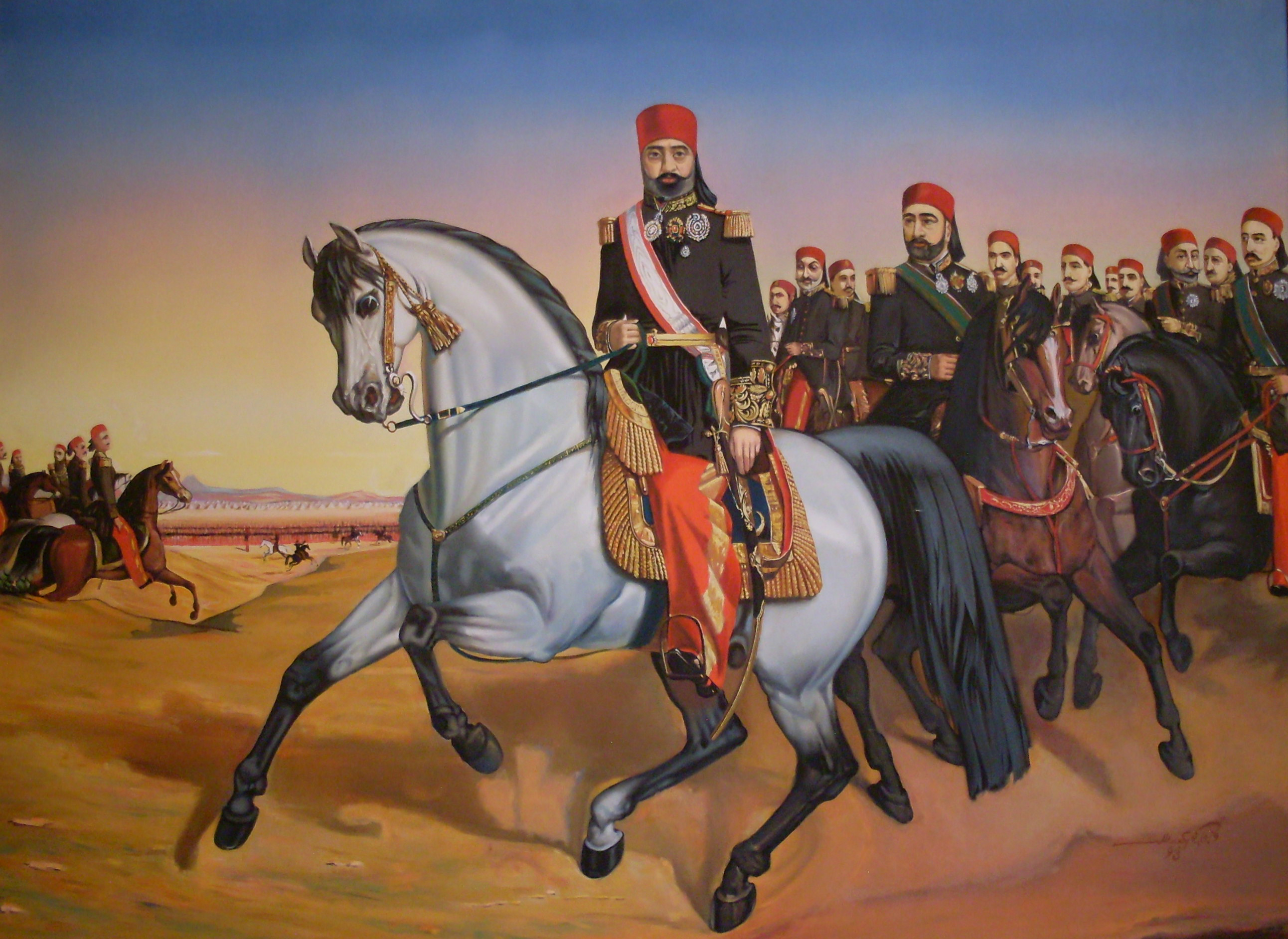
Portrait équestre de Sadok Bey, Khaznadar est juste derrière le souverain.

Le premier bénéficiaire de l'emprunt de 1863 est Khaznadar, qui capte une partie importante des cinq millions de francs de commission. Loin de servir à l'amortissement de la dette locale, l'emprunt est dilapidé aux trois quarts en moins d'un an. Les rentrées fiscales de la mejba se montant à trois millions de piastres, il est impossible de rembourser la première annuité de sept millions de piastres. L'augmentation de cet impôt déjà très impopulaire est inévitable.
En septembre 1863, décision est prise d'étendre la mejba aux habitants et notables des villes qui en étaient jusque-là dispensés. Cependant, la mesure est insuffisante : le grand vizir Khaznadar propose alors de doubler le montant de la mejba à 72 piastres.
Kheireddine, le général Farhat et le général Husseïn marquent leur désaccord. Ce dernier s'écrie : « La situation du pays ne lui permet de supporter aucune autre charge. Le pays est en danger ! ». Kheireddine affirme que les nouveaux revenus générés par cette augmentation seront largement absorbés par l'entretien des forces militaires qu'il faudra mobiliser pour les prélever. Quant aux notables convoqués par Sadok Bey pour être mis au courant de la réforme, ils ne cachent pas qu'il sera impossible d'appliquer cette nouvelle taxe à leurs administrés.
Dès que la nouvelle se répand, des troubles éclatent dans les régions tribales. Des caravanes sont pillées et les achats d'armes et de poudre se multiplient. Pour calmer l'agitation croissante, le décret du 22 mars 1864 transforme la taxe en impôt progressif. Les contribuables sont classés en six catégories en fonction de leur fortune, auxquelles on applique la mejba qui varie de 36 à 108 piastres, mais il est stipulé que la capitation moyenne au niveau de chaque caïdat doit rester de 72 piastres. Pour montrer la détermination du gouvernement à faire rentrer ces impôts, Sadok Bey demande à tous les gouverneurs de rejoindre leur circonscription pour en assurer la perception.

## Assassinat du général Farhat

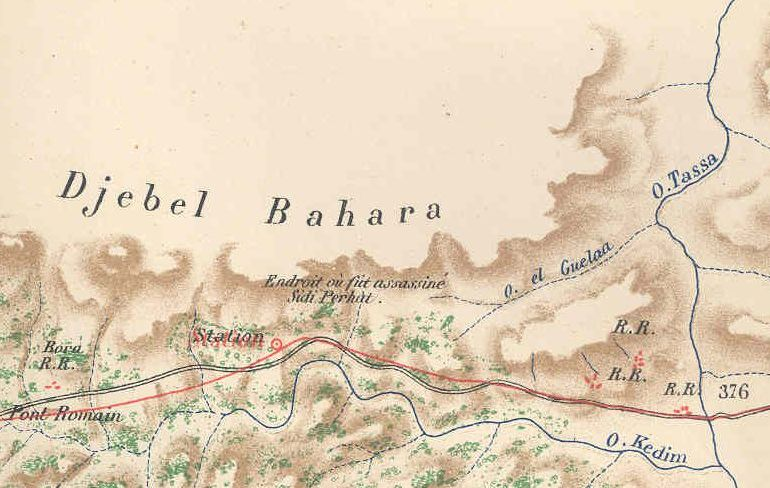
Extrait d'une carte d'état-major dressée en 1879 et montrant l'emplacement du meurtre de Farhat.

Gouverneur du Kef et des tribus Ounifa, le général Farhat obéit aux ordres du bey et regagne sa circonscription le 16 avril 1864. Conscient que toute la région est en pleine insurrection, il demande une escorte armée au souverain. Mais celui-ci n'a plus d'hommes à lui confier. Farhat doit donc faire appel au khalifa du Kef pour que celui-ci le rejoigne avec 150 spahis de la ville. Malgré les mises en garde de son subordonné qui lui conseille de faire demi-tour, le gouverneur poursuit sa route.
Arrivé dans le défilé du Khanguet El Gdim, à 21 kilomètres du Kef, il est encerclé par les insurgés. Originaires des mêmes tribus que les révoltés, les spahis abandonnent leur chef qui n'a plus comme derniers soutiens que ses serviteurs. Il est massacré avec huit hommes de sa suite. L'olivier criblé de balles devant lequel il trouve la mort sera longtemps vénéré jusqu'à ce qu'il soit coupé et brûlé vers 1950.

## Soulèvement des campagnes
La mort du général Farhat galvanise les énergies. Le Kef est assiégé par les tribus insurgées qui exigent d'entrer dans la ville, ce que les autorités refusent. À Kairouan, la maison où trouve refuge le gouverneur, le général Rechid, est assiégée. Les défenseurs ouvrent le feu et tuent des assaillants ; des négociations sont entamées qui aboutissent au départ du gouverneur qui rejoint Sousse. Mais devant l'hostilité des habitants de la ville, il doit regagner Tunis à bord d'un bateau anglais. Un gouvernement provisoire est constitué à Kairouan.
Des faits similaires sont observés dans toute la Tunisie. À Béja, Téboursouk, Makthar et Souk El Arba, les gouverneurs n'ont d'autre choix que de fuir pour sauver leur vie et leurs biens sont pillés. Le gouverneur des Madjeur, dans la région de Thala, n'a pas cette chance. Assiégé dans son bordj, il tue des dizaines d'assaillants avant que la place ne soit investie. Il est massacré avec toute sa famille et décapité le 21 mai. Dans la région de Gabès, le gouverneur échappe au massacre en rendant aux insurgés le produit des impôts déjà perçus ; il est exfiltré par un bateau envoyé par le bey. Le 30 avril, les insurgés prennent le pouvoir à Sfax, pillent les locaux de la perception des impôts, investissent la kasbah et libèrent les prisonniers,. Le 23 mai, les autorités locales tentent de réagir en faisant arrêter les chefs rebelles mais c'est toute la ville qui se soulève pour exiger leur libération. Le caïd et les notables doivent fuir et même le général Osman, envoyé du bey arrivé trois jours plus tard, ne doit qu'à l'intervention des chefs religieux de ne pas être lynché. Le 31 mai, c'est Sousse qui se soulève, encouragée par l'exemple de Sfax. Plus aucun impôt n'est payé et les insurgés prennent possession de la ville. Tous les ressortissants européens fuient leurs habitations et trouvent refuge sur la frégate Giuseppe Garibaldi. Partout dans le reste du pays, les tribus se sont soulevées, menaçant ceux qui refusent de suivre le mouvement et pillant les biens des serviteurs du gouvernement.

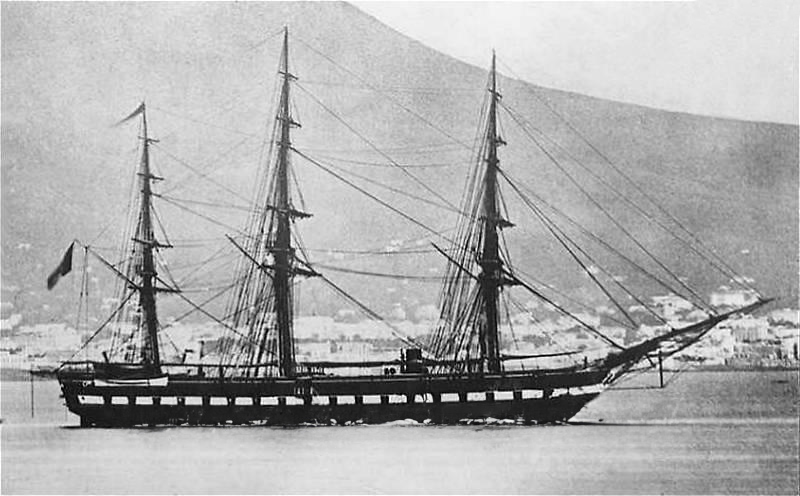
Frégate Garibaldi.

L'insurrection se trouve très vite un chef en la personne d'Ali Ben Ghedhahem, un lettré occupant les fonctions de secrétaire du caïd des Madjeur. Il parvient à unir plusieurs tribus autour d'objectifs communs tendant à un retour à la tradition en matière de justice et d'impôts. Dès le mois d'avril, on parle de lui comme le « bey du peuple » (bey el-omma).
Pour éteindre l'incendie, Sadok Bey n'a d'autre choix que d'annoncer dès le 16 avril que le doublement de la mejba est annulé. Il annonce le même jour la suppression des tribunaux. Enfin, le 1er mai, le souverain décide de suspendre la Constitution.
Mais c'est trop tard car le soulèvement est général. Même les soldats refusent de se rendre aux convocations lancées par le général Rechid à Sousse et désertent en masse, excédés par les retards de soldes qu'ils subissent depuis des années et solidaires des revendications des tribus insurgées

## Pressions des puissances européennes
Dès le début des troubles, le consul de France, Charles de Beauval, malgré les instructions de son gouvernement de ne pas intervenir dans les affaires intérieures de la régence, conseille au bey de renoncer à sa réforme fiscale, de suspendre la Constitution et de renvoyer son grand vizir. Le consul britannique, Richard Wood, intervient à son tour pour demander, au contraire, le maintien de la Constitution et pour apporter son soutien à Khaznadar, bien qu'il ait reçu les mêmes consignes de neutralité de son gouvernement,.

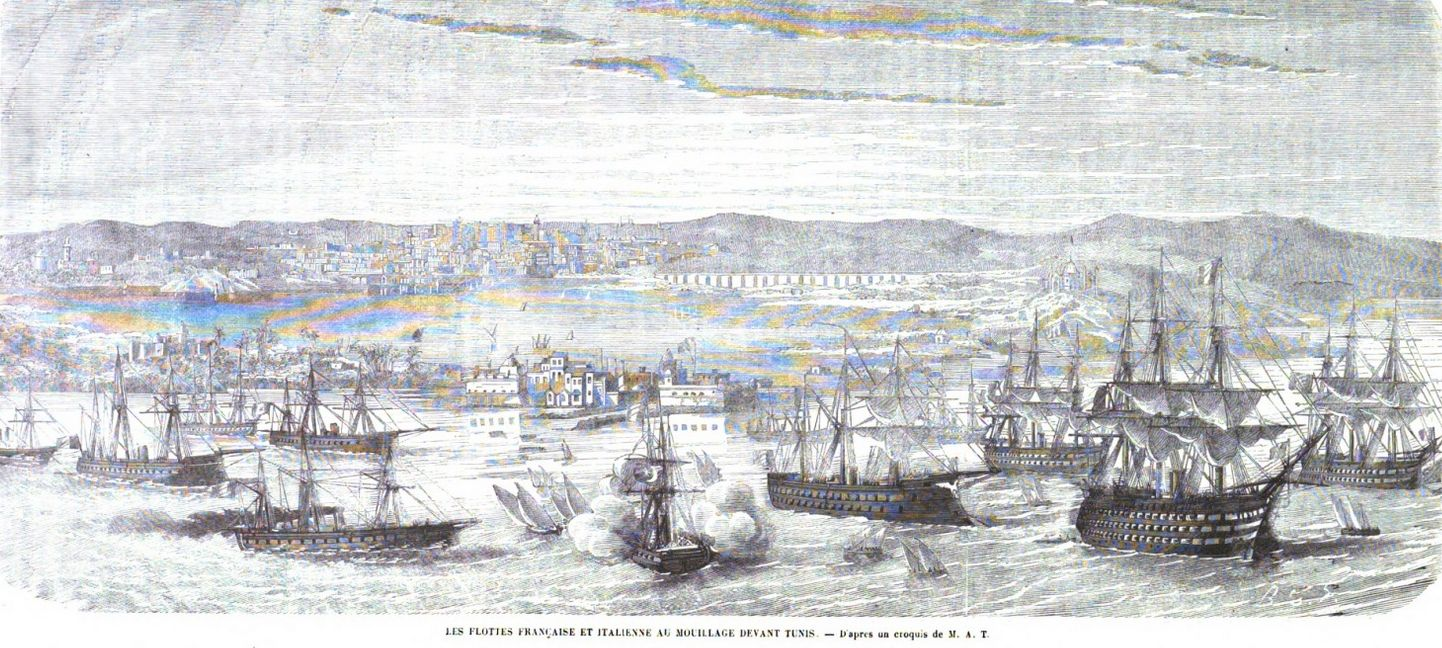
Flottes françaises et italiennes en rade de Tunis en 1864.

Officiellement inquiets pour la sécurité de leurs ressortissants, Français, Anglais et Italiens envoient d'importantes forces navales croiser au large du pays. En fait, chacun surveille son voisin, craignant qu'il profite de la situation insurrectionnelle pour installer sa domination sur la régence. Le 11 mai 1864, Haïder Effendi, envoyé extraordinaire et ancien ministre plénipotentiaire à Téhéran, arrive à La Goulette à bord d'une division navale ottomane composée d'une frégate, d'une corvette et d'un aviso pour rappeler les droits de la Sublime Porte sur le pays et s'informer de la situation. Il est accueilli avec enthousiasme par la population tunisienne, inquiète des bruits de débarquement imminent des soldats européens. Mais la tâche d'Haïder Effendi est surtout de profiter de la situation pour ramener la régence dans l'orbite d'Istanbul. Il propose au bey un accord d'union par lequel il s'engagerait à ne négocier aucun traité sans l'accord du sultan ottoman. Un tribut annuel de trois millions de piastres serait également exigé ainsi que le déplacement du bey dans la capitale de l'empire pour y être investi. Même le consul anglais, favorable à une plus grande influence turque pour affaiblir la position française, cesse son soutien à l'envoyé ottoman et l'accord n'est pas signé.
Cela n'empêche pas le consul britannique de contacter les insurgés pour les mettre en garde contre les visées françaises et leur rappeler les liens d'amitié anglo-turque très appréciés de la population, qui espère une intervention du sultan ottoman pour calmer les exigences du bey. Dans le même temps, malgré les consignes de retenue, De Beauval tente de profiter de la situation pour faire avancer la cause de son pays. Il prend contact avec Ben Ghedhahem en lui faisant savoir que la présence des navires de guerre français a pour but d'appuyer leurs demandes et qu'il travaille à obtenir le renvoi du grand vizir. Mis devant le fait accompli, le ministre français des Affaires étrangères, Édouard Drouyn de Lhuys, approuve l'initiative et envisage même le remplacement du bey si la situation tournait à son désavantage. Le 29 juin, une colonne militaire de 3 000 hommes est envoyée à toutes fins utiles près de la frontière entre la Tunisie et l'Algérie française. Toutefois, le chef des rebelles ne répond pas à ces avances et transmet les lettres reçues à Khaznadar qui se fait un plaisir de les communiquer aux Britanniques. Le scandale est tel que De Beauval doit quitter Tunis le 8 janvier 1865.
Pendant ce temps, le gouvernement italien envisage de faire débarquer à Tunis en juin 1864 un corps expéditionnaire de 10 000 hommes pour prendre possession de la capitale et des principales villes de la côte. Cependant, la presse italienne révèle les préparatifs dans le port de Gênes. Devant la colère du gouvernement britannique, le projet est abandonné.
Toutes ces démarches aboutissent à la neutralisation mutuelle des pressions consulaires. Aucune des puissances étrangères présentes ne veut prendre le risque d'un affrontement international. Le 23 septembre 1864, d'un commun accord, toutes les forces navales étrangères quittent les côtes tunisiennes, laissant le champ libre à la répression qui s'annonce.

## Déclin du mouvement

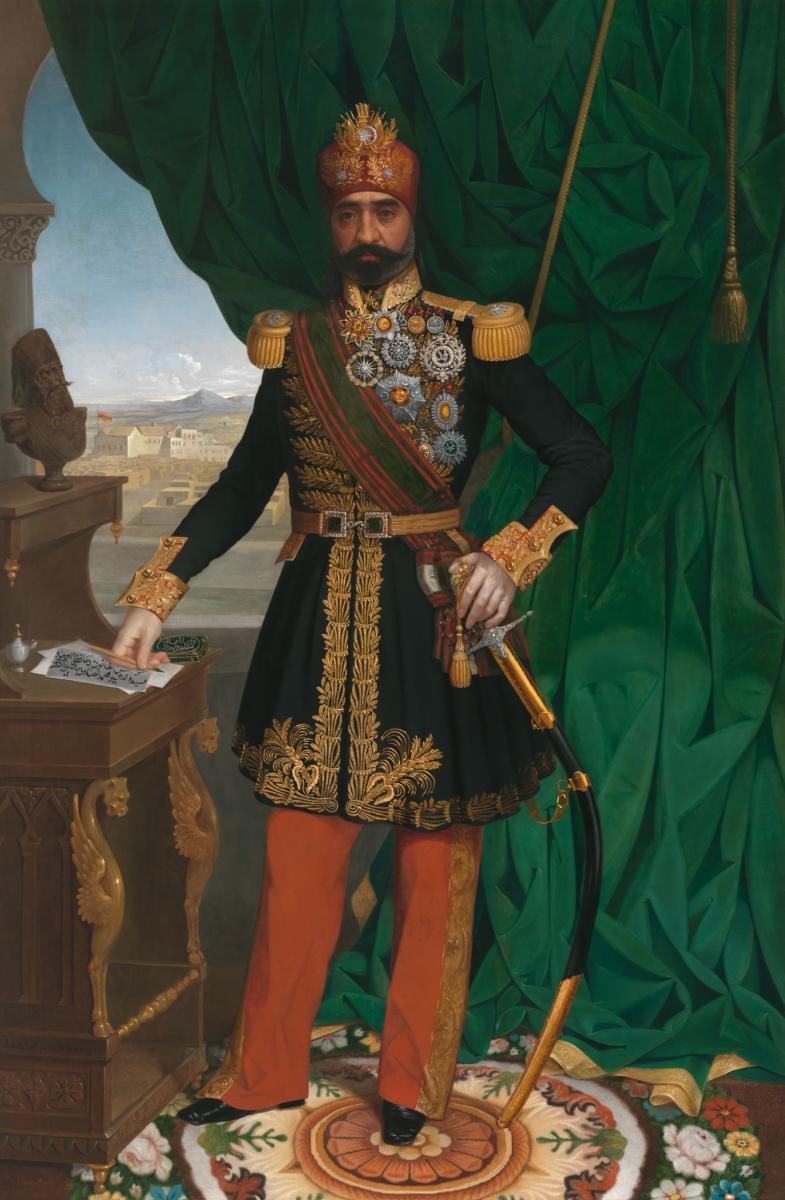
Portrait de Sadok Bey.

L'arrivée de l'envoyé du sultan ottoman est une providence pour Sadok Bey. Non content d'impressionner les forces navales européennes déjà présentes, il est également chargé d'apporter au souverain l'appui financier qui lui manquait. On vend également à l'avance à des négociants européens la prochaine récolte d'huile d'olive, ce qui enrichit encore plus Khaznadar qui sert d'intermédiaire. Les fonds récoltés permettent de recruter 2 000 soldats zouaouas, bien que leur indiscipline ait justifié qu'ils aient été renvoyés de l'armée beylicale par Mohammed Bey. L'argent sert aussi à corrompre certains chefs de tribus pour les convaincre d'abandonner la rébellion. La méfiance se répand entre les insurgés. On répand aussi le bruit que continuer le soulèvement entraînera l'occupation du pays par l'armée française. Enfin, on propose le pardon (aman) à ceux qui renoncent à la lutte, qui n'a plus de but maintenant que le doublement de la mejba est abandonné.
Le 29 juin 1864, une colonne militaire dirigée par le général Ismail Es Sunni Saheb Ettabaâ quitte Tunis à la rencontre des forces insurgées de Ben Ghedhahem pour lui proposer l'aman. Celui-ci lui ordonne de faire demi-tour mais propose de lui faire parvenir les revendications des tribus pour faire cesser la rébellion. Pour prix de sa reddition, il demande l'henchir Rohia, le caïdat des Madjeur pour son frère et des postes de cheikhs pour ses amis. Les demandes des insurgées sont remises en juillet :
- Amnistie totale de tous les actes dans le passé ;
- Application de la loi charaïque ;
- Que le bey rende la justice comme avant ;
- Suppression définitive des tribunaux ;
- Suppression de la protection étrangère sur tout le territoire de la régence ;
- Fixation de l'impôt pour tout majeur à dix piastres ;
- Fixation de l'achour à dix piastres par méchia ;
- Suppression du maks (taxe de transaction) en dehors de l'enceinte des souks ;
- Rétablissement de la vente et des transactions sur les esclaves comme autrefois ;
- Démission des anciens caïds et reddition des comptes ;
- Fixation de l'impôt sur les palmiers et les oliviers au taux antérieur institué par Ahmed Ier Bey ;
- Abandon de toutes les autres exigences à l'égard des administrés ;
- Retour à la gestion antérieure des biens habous.

Le 28 juillet, Sadok Bey annonce que la paix est faite : la mejba est réduite à vingt piastres, l'achour est réduit de moitié, le maks est supprimé et les caïds mamelouks sont remplacés par des caïds tunisiens. L'aman est accordé à Ben Ghedhahem le 19 juillet et on accorde une large publicité aux avantages personnels qu'il a demandés et obtenus, ce qui le déconsidère totalement aux yeux de ses partisans,.
Il ne tarde pas à comprendre qu'il a été trompé car les avantages demandés n'arrivent pas : les anciens caïds restent en place, la mejba garde son taux exorbitant et les impôts sont à nouveau réclamés. Le 9 août, une colonne militaire dirigée par le général Rustum se dirige vers Le Kef avec l'intention de punir les assassins du général Farhat alors que l'amnistie devait être totale. Ben Ghedahem tente alors de rallier les tribus prêtes à reprendre le combat mais le travail de corruption de Khaznadar porte ses fruits. Les pillages ont repris et les tribus se déchirent, assurées de la complaisance bienveillante du bey. Même la tribu de Ben Ghedhahem est attaquée par la tribu des Hamama. Celui-ci comprend que sa vie est menacée.

## Répression

### Colonne Zarrouk dans le sud
Les tractations entre Sadok Bey et Ben Ghedhahem n'ont pas découragé les combattants du Sahel. L'arrivée du général Osman, venu recruter des soldats dans la ville de Sousse, relance les tensions. Dès le 23 juillet, la ville est assiégée par les insurgés des villages alentour qui veulent obtenir son départ et la fin des impôts. Des escarmouches opposent assaillants et assiégés qui font plusieurs victimes. La ville de Monastir refuse d'envoyer des secours à Osman et interdit même, le 11 septembre, le débarquement du général Slim envoyé par le bey pour rallier la ville.
Le 29 août, une colonne militaire (mhalla) dirigée par le général Ahmed Zarrouk quitte Tunis pour le Sahel. L'avancée est lente car le temps joue en faveur des autorités beylicales. Les bourgeois craignent pour leurs récoltes et les défections se multiplient dans les tribus sur fond de corruption ou de haines ancestrales. Le 5 octobre, pour couper le ravitaillement de la colonne, l'armée des insurgés décide d'investir la ville de Kalâa Kebira qui résiste. Zarrouk se porte à son secours et inflige une défaite cuisante à ses adversaires deux jours plus tard. Les rescapés tentent de trouver refuge dans le village voisin de Kalâa Seghira mais ils sont rattrapés par les soldats qui les massacrent et pillent les habitants. La nouvelle de cette mise à sac terrifie les alentours. De partout arrivent les demandes de soumission.
Les conditions imposées par Zarrouk sont impitoyables. Les chefs de la révolte sont pendus ou fusillés. Les notables sont incarcérés et torturés pour leur faire avouer les noms des meneurs. On torture même des femmes et des vieillards. Des centaines de cheikhs suspects sont rivés à des chaînes qui les réunissent et les retiennent par le cou. Les soldats qui avaient refusé de rejoindre leurs postes sont internés et envoyés à Tunis, où ils sont traités comme des prisonniers de guerre. Même les autorités religieuses sont destituées. Les campagnes sont razziées par les Zouaouas et les tribus qui s'étaient ralliées au bon moment. La terreur règne partout. Pour mieux asseoir sa puissance, Zarrouk est nommé caïd de Sousse et Monastir.
Toute la région est rançonnée car le bey a besoin d'argent pour payer les intérêts de la dette et les négociants européens à qui il a emprunté de l'argent pour armer ses soldats. Alors que les contributions ordinaires des trois villes du Sahel (Sousse, Mahdia et Monastir) sont de 3,5 millions de piastres, on leur en réclame 25 millions. La région est complètement ruinée. Pour payer, les habitants doivent vendre ou hypothéquer leurs propriétés à des usuriers, conseillés par le général, qui leur prêtent de l'argent au taux de 40 % par an. Même la récolte d'huile de la prochaine année est vendue à ces intermédiaires. Des bourgeois sont torturés pour leur faire avouer où ils ont caché leurs richesses. Ils doivent payer pour empêcher le viol de leur femme ou pour en cacher la honte.
Le 9 avril 1865, la colonne arrive à Sfax, qui est également mise à l'amende. Là aussi, les habitants doivent vendre ou hypothéquer tout ce qu'ils possèdent pour régler l'amende de 5,5 millions de piastres qui leur est infligée. Les taux d'intérêt sont maintenant de 100 %. Pour les habitants de Djerba, le montant de la rançon est de cinq millions de piastres. Comme si cela ne suffisait pas, les récoltes et les troupeaux sont pillés ; seules les tribus nomades peuvent échapper aux extorsions en trouvant refuge dans des lieux inaccessibles ou en Tripolitaine. Lorsque la colonne Zarrouk rentre à Tunis, le 30 juillet 1865, il ne reste aux malheureux contribuables « pas même la peau sur les os ».

### Colonnes Rustum et Ali Bey dans le nord
Dans le nord, les troupes d'Ali Ben Ghedhahem tentent de s'opposer à l'avancée de la colonne Rustum qui se dirige vers Le Kef. Mais les combats tournent à son désavantage. Certains de ses alliés sont trahis et livrés au bey, tel son lieutenant jeté à demi mort dans un cachot au Bardo après avoir reçu mille coups de bâton devant les femmes du sérail. Les biens sont pillés. Bientôt une deuxième colonne commandée par Ali Bey fait sa jonction avec la première. Pour échapper au massacre, Ben Ghedhahem et ses troupes au nombre de 5 000 combattants n'ont d'autre choix que de traverser la frontière et trouver refuge dans la tribu algérienne des Nemencha en janvier 1865.

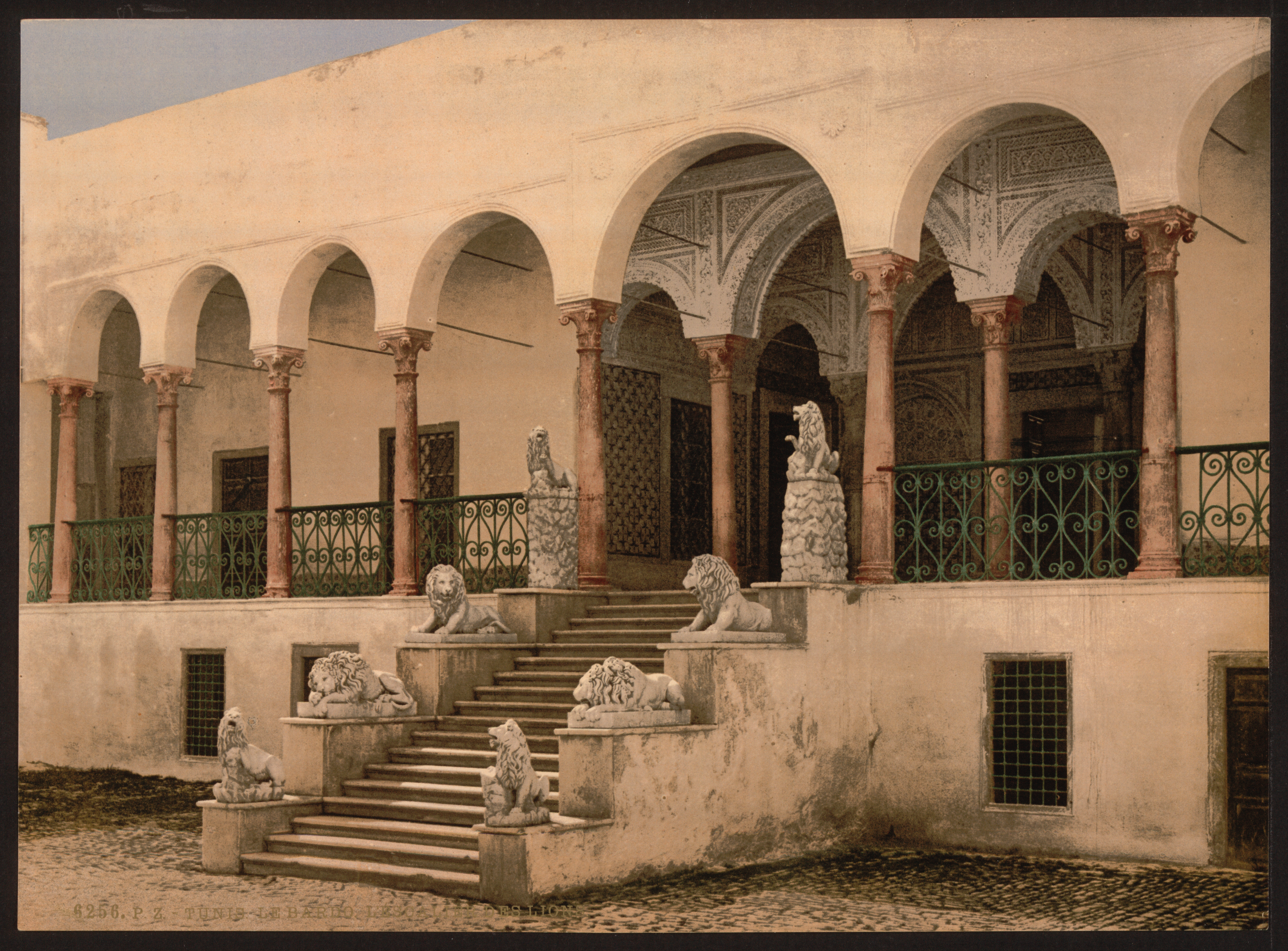
Escalier d'accès au palais du Bardo devant lequel les prisonniers étaient battus.

Dans cette région aussi, on met tout le monde à l'amende mais il est moins facile d'obtenir des rançons de tribus nomades qui se déplacent pour échapper au racket. Seuls les troupeaux et les récoltes peuvent être razziés mais Rustum ne sait plus quoi faire de tout ce qu'il a reçu en nature, alors que les prix se sont effondrés. Alors on se rabat sur les populations sédentaires, même quand elles ont toujours fait preuve de loyauté envers le bey.
Deux cents prisonniers sont envoyés couverts de chaînes au Bardo après pourtant avoir reçu l'aman. Condamnés à la bastonnade, ils la reçoivent sous les balcons du bey, face aux escaliers de la salle de justice, « afin que tous puissent voir et entendre les cris des suppliciés ». Pendant dix jours, les cheikhs des tribus, pieds et poings liés et la face contre terre, sont sauvagement frappés, recevant jusqu'à 2 000 coups. Seize en meurent, les autres étant jetés dans des cachots où la plupart succombent.
Ali Bey rentre au Bardo le 27 avril 1865 avec d'autres notables prisonniers à qui on espère bien extorquer d'autres biens. Le 5 septembre, il repart pour Béja, bien décidé à rançonner à nouveau la population. Toute personne soupçonnée d'avoir des biens est jetée en prison jusqu'à ce que sa famille achète sa libération. Là aussi, la région est complètement ruinée et seuls ceux qui ont pu trouver refuge dans les montagnes conservent quelques biens.

## Fin d'Ali Ben Ghedhahem
En janvier 1865, le chef des insurgés trouve refuge avec ses hommes en Algérie. Lui et son frère Abd En Nebi sont alors transportés sous surveillance à Constantine. Ses hommes sont désarmés et internés sur des points imposés par les militaires français. Le 5 février 1865, ils obtiennent l'aman de Sadok Bey sur pression du gouverneur général de l'Algérie, Patrice de Mac Mahon. Mais le pardon ne concerne pas les deux chefs insurgés.
Bien traité par les autorités françaises, qui voient en lui un possible allié pour des conquêtes futures, il est discrètement contacté par des envoyés du bey qui le persuadent que ses hôtes comptent le livrer au Bardo. Atteint de la nostalgie du pays, il s'évade le 17 novembre 1865 et regagne clandestinement la Tunisie, où il trouve refuge dans le massif de la Regba près de Ghardimaou. La montagne est aussitôt assiégée par les troupes du général Slim mais les montagnards refusent de livrer leur réfugié comme ils ont toujours résisté aux tentatives d'extorsion. Ben Ghedhahem est aussitôt approché par les chefs des tribus qui veulent reprendre le combat pour mettre fin au pillage de la région. Mais leur ancien commandant refuse ; il n'espère que le pardon du bey pour reprendre une vie normale. Pour cela, il compte sur la protection de Mohamed El Aïd, marabout algérien des Tijani qui doit se rendre à La Mecque en passant par Tunis. Le 25 février 1866, il se joint à sa caravane à El Ksour. Devant le refus de ses hommes, le caïd du Kef doit renoncer à son arrestation mais, le 28 février, ce sont des cavaliers envoyés par le bey qui le capturent près de Téboursouk. Son frère réussit à prendre la fuite.
Il arrive le 2 mars au Bardo, où il doit subir les coups et les insultes de ses geôliers. Son seul espoir est la protection du saint homme qui l'accompagnait mais celui-ci préfère continuer son pèlerinage dans un bateau à vapeur mis à disposition par Sadok Bey. Incarcéré, ses demandes de remise en liberté et de pardon sont refusées jusqu'à son décès le 11 octobre 1867.

## Héritage

### Ruine de la population
Le pays est complètement ruiné. Toutes les récoltes ont été saisies pour être vendues, réduisant les habitants à la famine pendant trois ans. L'affaiblissement des organismes laisse le champ libre aux épidémies. Le typhus ravage la régence en 1867. « Les cadavres gisent sur les routes, sans sépulture ; on en ramasse chaque matin dans les caravansérails, les mosquées et on les entasse dans des tombereaux. La peste s'en mêle, ou le typhus ; ce nouveau fléau exerce de tels ravages que l'on compte par jour deux cents victimes dans la seule ville de Sousse. Déjà, pendant la famine, les Européens n'osaient plus sortir de chez eux, coudoyer dans la rue des êtres décharnés, errants, que le désespoir pouvait pousser à quelque crime. Dans les provinces, les caravanes sont arrêtées, pillées. L'admirable terre du Sahel elle-même n'est pas épargnée : des propriétaires coupent leurs oliviers, leur fortune à venir, pour aller les vendre comme bois à brûler, plutôt que de payer les impôts sans limites qui les frappent. De même au Djerid, un grand nombre de propriétaires de dattiers. Quiconque essaye encore de travailler et de produire doit payer pour ceux qui n'ont plus rien ». « La famine de 1867 vide presque Thala, Kalaat Senan, Zouarine, Ebba et diminue l'effectif de villes comme Le Kef ou Téboursouk. Zouarine auquel Victor Guérin accorde 250 à 300 âmes est abandonné à la suite d'attaques de hordes fraichiches poussées par la faim, et ne renaît qu'à la veille du protectorat, sur l'initiative du gouverneur du Kef, Si Rechid. À Ebba, la misère oblige la plupart des propriétaires à vendre maisons et jardins à leur cheikh Khader qui les laisse tomber ou envahir par les ronces ».

Dans l'une de ses conférences, Habib Bourguiba témoigne de ce qu'a vécu sa famille lors de cette répression : 
« Pour contraindre les habitants de se dessaisir de leurs biens, Zarrouk fit mettre aux fers et aux carcans quelques notables, dont mon grand-père. Leur supplice dura je ne sais combien de jours. Puis ma famille empila, dans un drap, tous ses bijoux et tous ses titres de propriété. Elle confia à mon père le soin de remettre le tout à Zarrouk, pour obtenir la libération de mon grand-père. Il se rendit donc au camp où de nombreuses tentes étaient dressées. Sur l'une d'elles flottait un drapeau. C'était celle du général Zarrouk qui s'empara alors de toute notre fortune et libéra ses prisonniers. Une dizaine de jours, plus tard, mon grand-père mourut victime du choc qu'il avait subi.

Mon père lui-même ne put échapper à l'oppression. Il fut enrôlé de force dans l'armée de Zarrouk où il passa dix-neuf ans, les années les plus longues et les plus dures de son existence. Il me recommandait de m'instruire. 
– Je ne veux pas, disait-il, que tu sois ravalé, un jour, à la condition d'une bête de somme. Je ne veux pas te voir comme moi, condamné à porter un barda sur tes épaules, à longueur de jours. 

Je le rassurais de mon mieux en me consacrant tout entier à mon travail scolaire. »

### Endettement du pays

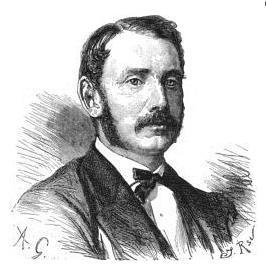
Portrait du banquier Émile Erlanger.

Les extorsions ne servent qu'à enrichir ceux qui les perçoivent sans que le budget du gouvernement tunisien ne s'en porte mieux. Ainsi Nessim Samama, receveur général des finances, quitte le pays le 8 juin 1864 avec sa fortune estimée à 27 millions de piastres. Poussé par Khaznadar qui y voit l'occasion de juteuses commissions, Sadok Bey accepte de souscrire de nouveaux emprunts. Dès juillet 1864, un courtier juif d'Alexandrie, Morpurgo, conclut avec le grand vizir un prêt de cinq millions de francs dont seuls 500 000 francs seront effectivement versés. Un nouveau contrat est signé avec la banque Erlanger le 1er novembre 1864 pour quinze millions de francs garantis par le revenu des douanes. Un autre de dix millions de francs est souscrit quelques semaines plus tard auprès de la banque Oppenheim garanti par le canoun des oliviers.
La chute de la production agricole entraîne l'impossibilité de rembourser les créanciers qui ont prêté de l'argent gagé sur les prochaines récoltes. Il faut à nouveau emprunter plus de cinq millions de francs en juin 1865. En janvier 1866, les banques européennes sont à nouveau démarchées pour obtenir 115 millions de francs. C'est un échec et les traites ne sont plus honorées. Pour éviter le défaut de paiement, un nouvel emprunt de cent millions de francs est lancé le 9 février 1867 pour racheter les obligations de 1863 et 1865, avec pour garantie les revenus des impôts qui sont encore disponibles. Les caisses sont vides en 1868 ; les créanciers étrangers ne sont plus remboursés et font appel à leurs gouvernements. Le décret beylical du 5 juillet 1869 crée la commission financière internationale chargée d'exercer son contrôle sur tous les revenus du pays sans exception.

### Évolution des sentiments vis-à-vis de la France
Les employés français du poste de télégraphe implanté au Kef sont les témoins privilégiés de l'évolution des comportements des Tunisiens durant cette crise. Le 13 avril 1864, ils avertissent leur hiérarchie : « J'apprends de toutes parts que des personnes évidemment malintentionnées se permettent d'attribuer directement ou indirectement l'impôt de soixante-douze piastres à l'action de la France, et d'irriter ainsi le fanatisme des indigènes contre nos nationaux ». Évacués vers l'Algérie au plus fort des troubles, ils regagnent leur poste après la déroute des insurgés. La région est alors ravagée par les armées de Rustum et Ali Bey, et l'attitude des Tunisiens a fortement évolué comme ils le reconnaissent le 28 octobre 1865 : « La population musulmane, étonnée déjà de la justice rendue aux Algériens ou protégés français, attirée par ces nouvelles garanties que leur offre cette protection, qu'ils peuvent toujours demander et obtenir, se voit forcée aujourd'hui de se jeter entre les bras de la France pour sauvegarder leurs fortunes et échapper aux vexations du gouvernement de S.A. Aussi maintenant il n'y a pas au Kef un Arabe qui ne puisse prouver qu'il est Algérien ou né de parents algériens. C'est un revirement d'idées incroyables. Autant ils détestaient avant la protection française, autant ils la recherchent aujourd'hui et font tout pour l'obtenir ».
« Quand en 1881, le moment paraît venu pour la France d'occuper la Tunisie, le pays sera incapable de lui opposer une résistance sérieuse ».